# ブルーポイント (競走馬)
ブルーポイント (Blue Point) はアイルランド生産、イギリス調教の競走馬である。主な勝ち鞍は2018年・2019年のキングズスタンドステークス(GI)、2019年のアルクォズスプリント(GI)、ダイヤモンドジュビリーステークス(GI)。

## 戦績
2004年3月16日にアイルランドで誕生。同年11月のタタソールズ当歳馬セールでEbor Bloodstockによって11万ギニーで落札されたが、2015年10月のタタソールズ1歳馬セールに再度上場され、当時ゴドルフィンのCEOを務めていたジョン・ファーガソン(John Ferguson)によって20万ギニーで落札された。
チャーリー・アップルビー厩舎から2016年6月にデビュー。2歳時からG2ジムクラックステークスを勝利するなど能力の片鱗は発揮していたが、ミドルパークステークス2着、デュハーストステークス3着など、大レースでは善戦しながらも勝ち切れないレースが続いた。
3歳となった2017年はG3を2勝するが、コモンウェルスカップでカラヴァッジオの3着、スプリントカップでハリーエンジェルの4着と、G1には手が届かなかった。
2018年はドバイでシーズンをスタート。初戦のメイダンスプリントは2着としたが、最大目標のアルクォズスプリントは鼻出血のためレース直前に出走を取り消した。仕切り直しの一戦として香港のチェアマンズスプリントプライズに挑戦したが9頭立ての最下位に沈んだ。英国に戻り、ロイヤルアスコット開催のキングズスタンドステークスを制して待望のG1初制覇を果たした。しかし、その後はジュライカップ7着、ナンソープステークス3着と勢いを持続することはできなかった。
2019年は前年同様メイダンスプリントから始動し、5馬身差で勝利を収める。続くナドアルシバターフスプリントも制し、迎えたアルクォズスプリントでは中団追走から直線で末脚を伸ばして差し切り勝ちを収め、G1・2勝目を挙げた。ドバイワールドカップミーティング後は英国に戻り、キングズスタンドステークスで連覇を達成する。そこから中3日の強行軍で2003年のショワジール(Choisir)以来となる同一年でのダイヤモンドジュビリーステークスとのダブル制覇（スプリントダブル）に挑戦し、後方から追い込んだドリームオブドリームス(Dream of Dreams)をアタマ差振り切り優勝した。
2019年は無傷の5連勝と絶頂期を迎えていたが、ダイヤモンドビジュリーステークスの2日後の6月24日に引退が電撃的に発表された。アップルビー師は「もう十分我々に貢献してくれたので、最も脂の乗った時期に引退させます」とコメントした。結果的に上半期のみの出走ながら、同年のカルティエ賞最優秀スプリンターに選出された。

### 競走成績
以下の内容は、Racing Postの情報に基づく。
| 出走日     | 競馬場           | 競走名                           | 格 | 距離 | 着順 | 騎手           | 着差     | 1着（2着）馬        |
| ---------- | ---------------- | -------------------------------- | -- | ---- | ---- | -------------- | -------- | ------------------- |
| 2016.06.09 | ノッティンガム   | ナヴィスステークス               |    | 芝6f | 1着  | W.ビュイック   | 1/2馬身  | （Tafaakhor）       |
| 0000.07.14 | ドンカスター     | ナヴィスステークス               |    | 芝6f | 1着  | J.マクドナルド | 11馬身   | （Shamsaya）        |
| 0000.07.28 | グッドウッド     | リッチモンドステークス           | G2 | 芝6f | 2着  | J.ドイル       | クビ     | Mehmas              |
| 0000.08.20 | ヨーク           | ジムクラックステークス           | G2 | 芝6f | 1着  | W.ビュイック   | 3馬身    | （Mokarris）        |
| 0000.09.24 | ニューマーケット | ミドルパークステークス           | G1 | 芝6f | 2着  | W.ビュイック   | 3/4馬身  | The Last Lion       |
| 0000.10.08 | ニューマーケット | デュハーストステークス           | G1 | 芝7f | 3着  | W.ビュイック   | 1馬身3/4 | Churchill           |
| 2017.05.03 | アスコット       | パヴィリオンステークス           | G3 | 芝6f | 1着  | W.ビュイック   | 1馬身1/2 | （Harry Angel）     |
| 0000.06.23 | アスコット       | コモンウェルスカップ             | G1 | 芝6f | 3着  | W.ビュイック   | 1馬身1/4 | Caravaggio          |
| 0000.09.09 | ヘイドック       | スプリントカップ                 | G1 | 芝6f | 4着  | J.ドイル       | 8馬身    | Harry Angel         |
| 0000.10.07 | アスコット       | ベンゴーステークス               | G3 | 芝6f | 1着  | W.ビュイック   | 1/2馬身  | （Projection）      |
| 2018.02.22 | メイダン         | メイダンスプリント               | G3 | 芝5f | 2着  | W.ビュイック   | アタマ   | Ertijaal            |
| 0000.04.29 | 沙田             | チェアマンズスプリントプライズ   | G1 | 芝6f | 9着  | W.ビュイック   | 11馬身   | Ivictory            |
| 0000.06.19 | アスコット       | キングズスタンドステークス       | G1 | 芝5f | 1着  | W.ビュイック   | 1馬身3/4 | （Battaash）        |
| 0000.07.14 | ニューマーケット | ジュライカップ                   | G1 | 芝6f | 7着  | W.ビュイック   | 4馬身3/4 | U S Navy Flag       |
| 0000.08.24 | ヨーク           | ナンソープステークス             | G1 | 芝5f | 3着  | W.ビュイック   | 2馬身1/4 | Alpha Delphini      |
| 2019.02.14 | メイダン         | メイダンスプリント               | G2 | 芝5f | 1着  | W.ビュイック   | 5馬身    | （Faatinah）        |
| 0000.03.09 | メイダン         | ナドアルシバターフスプリント     | G3 | 芝6f | 1着  | W.ビュイック   | 3馬身    | （Ekhtiyaar）       |
| 0000.03.30 | メイダン         | アルクォズスプリント             | G1 | 芝6f | 1着  | W.ビュイック   | 1馬身1/4 | （Belvoir Bay）     |
| 0000.06.18 | アスコット       | キングズスタンドステークス       | G1 | 芝5f | 1着  | J.ドイル       | 1馬身1/4 | （Battaash）        |
| 0000.06.22 | アスコット       | ダイヤモンドジュビリーステークス | G1 | 芝6f | 1着  | J.ドイル       | アタマ   | （Dream Of Dreams） |

## 種牡馬時代
2020年から父シャマルダルも繋養されているアイルランドのキルダンガンスタッドで種牡馬入りする。初年度の種付け料は45000ユーロ。また同年よりオーストラリアでもシャトル種牡馬として供用されることになった。
2023年8月2日にビッグイヴスがモールコームステークスを制して産駒グループ競走初制覇。10月1日にロサリオンがジャン・リュック・ラガルデール賞を制して産駒G1初制覇を果たした。

### 主な産駒
- 2021年産
  - ロサリオン（Rosallion） - ジャン・リュック・ラガルデール賞、アイリッシュ2000ギニー、セントジェームズパレスステークス
  - ビッグイヴス（Big Evs） - ブリーダーズカップ・ジュヴェナイルターフスプリント
  - カインドオブブルー（Kind Of Blue） - ブリティッシュ・チャンピオンズ・スプリントステークス

## 血統表
| ブルーポイントの血統       | ブルーポイントの血統             | ブルーポイントの血統     | （血統表の出典）         | （血統表の出典）  |
| 父系                       | ストームキャット系               | ストームキャット系       | ストームキャット系       | [ § 2 ]           |
| 父 Shamardal 2002 鹿毛     | 父の父Giant's Causeway 1997 栗毛 | Storm Cat                | Storm Bird               | Storm Bird        |
| 父 Shamardal 2002 鹿毛     | 父の父Giant's Causeway 1997 栗毛 | Storm Cat                | Terlingua                |                   |
| 父 Shamardal 2002 鹿毛     | 父の父Giant's Causeway 1997 栗毛 | Mariah's Storm           | Rahy                     | Rahy              |
| 父 Shamardal 2002 鹿毛     | 父の父Giant's Causeway 1997 栗毛 | Mariah's Storm           | Immense                  |                   |
| 父 Shamardal 2002 鹿毛     | 父の母Helsinki 1993 鹿毛         | Machiavellian            | Mr. Prospector           | Mr. Prospector    |
| 父 Shamardal 2002 鹿毛     | 父の母Helsinki 1993 鹿毛         | Machiavellian            | Coup de Folie            |                   |
| 父 Shamardal 2002 鹿毛     | 父の母Helsinki 1993 鹿毛         | Helen Street             | Troy                     | Troy              |
| 父 Shamardal 2002 鹿毛     | 父の母Helsinki 1993 鹿毛         | Helen Street             | Waterway                 |                   |
| 母 Scarlett Rose 2001 鹿毛 | 母の父Royal Applause 1993 鹿毛   | *ワージブ                | *トライマイベスト        | *トライマイベスト |
| 母 Scarlett Rose 2001 鹿毛 | 母の父Royal Applause 1993 鹿毛   | *ワージブ                | Coryana                  |                   |
| 母 Scarlett Rose 2001 鹿毛 | 母の父Royal Applause 1993 鹿毛   | Flying Melody            | Auction Ring             | Auction Ring      |
| 母 Scarlett Rose 2001 鹿毛 | 母の父Royal Applause 1993 鹿毛   | Flying Melody            | Whispering Star          |                   |
| 母 Scarlett Rose 2001 鹿毛 | 母の母Billie Blue 1986 鹿毛      | Ballad Rock              | Bold Lad                 | Bold Lad          |
| 母 Scarlett Rose 2001 鹿毛 | 母の母Billie Blue 1986 鹿毛      | Ballad Rock              | True Rocket              |                   |
| 母 Scarlett Rose 2001 鹿毛 | 母の母Billie Blue 1986 鹿毛      | Blue Nose                | Windjammer               | Windjammer        |
| 母 Scarlett Rose 2001 鹿毛 | 母の母Billie Blue 1986 鹿毛      | Blue Nose                | Hill Slipper             |                   |
| 母系(F-No.)                | 4号族(FN:4-l)                    | 4号族(FN:4-l)            | 4号族(FN:4-l)            | [ § 3 ]           |
| 5代内の近親交配            | Northern Dancer5×5=6.25%         | Northern Dancer5×5=6.25% | Northern Dancer5×5=6.25% | [ § 4 ]           |
| 出典                       | 1. 2. 3. 4.                      | 1. 2. 3. 4.              | 1. 2. 3. 4.              | 1. 2. 3. 4.       |